# Полесский канал
Полесский канал (устар. нем. Großer Friedrichsgraben, лит. Pričkagrabė) — канал в Калининградской области. Вход в канал находится у посёлка Головкино в 4,4 км от устья по левому берегу реки Немонин. Выход из канала находится в 4 км по правому берегу реки Дейма. Длина канала составляет 18 км.
Канал входит в перечень водных путей РФ.

## История канала
Канал был прорыт в правление курфюрста Бранденбургского Фридриха III в 1689—1697 годах для соединения водных систем Преголи и Немана с целью избежать опасностей плавания по Куршскому заливу.
Филипп де ла Шиз получил контракт от курфюрста в 1671 году на создание нескольких каналов на пути от Мемеля до Преголи. После его ранней смерти в 1673 году задачу выполнить контракт взяла на себя его вдова Луиза Катарина де Ла Шиз, после нового брака сменившая фамилию на Трухссес цу Вальдбург. Первый канал (нем. Kleiner Friedrichsgraben, совр. Немонинский канал) был построен в 1675—1683 годах и включал в себя шестикилометровый маршрут от Гильги до реки Нимонин. В 1689—1697 годах между Нимонином и Деймой был построен ещё один канал длиной 19 километров (нем. Großer Friedrichsgraben, совр. Полесский канал). Катарине цу Вальдбург было разрешено взимать пошлину за использование канала; однако в 1710 году канал был национализирован.
В Восточной Пруссии Гросс-Фридрихсгарбен канал считался (вкупе с современными Приморским и Немонинским каналами) частью водной системы Фридрихсгарбен от Мемеля до Преголи.

## Данные водного реестра
По данным государственного водного реестра России относится к Балтийскому бассейновому округу, водохозяйственный участок реки — реки бассейна Балтийского моря в Калининградской области без рек Неман и Преголя, подбассейн у канала отсутствует. Относится к речному бассейну реки Неман и рекам бассейна Балтийского моря (российская часть в Калининградской области).
Код объекта в государственном водном реестре — 01010000322304300010589.